# 잉글랜드의 도시주와 비도시주
잉글랜드에는 도시주와 비도시주가 있다.
| 잉글랜드의 도시주와 비도시주 | | |
| | | |
| 1. 노섬벌랜드주 (Northumberland) 2. 타인 위어 주 (Tyne and Wear)† 3. 더럼주 (Durham) 4. 컴브리아주 (Cumbria) 5. 랭커셔주 (Lancashire) 6. 블랙풀 (Blackpool)* 7. 블랙번위드다언 (Blackburn with Darwen)* 8. 웨스트요크셔주 (West Yorkshire)† 9. 노스요크셔주 (North Yorkshire) 10. 달링턴 구 (Darlington)* 11. 스톡턴온티스 (Stockton-on-Tees)* 12. 미들즈브러 (Middlesbrough)* 13. 하틀풀 구 (Hartlepool)* 14. 레드카 클리블랜드 (Redcar and Cleveland)* 15. 요크 (York)* 16. 이스트라이딩오브요크셔주 (East Riding of Yorkshire)* 17. 킹스턴어폰헐 (Kingston upon Hull)* 18. 노스링컨셔 (North Lincolnshire)* 19. 노스이스트링컨셔 (North East Lincolnshire)* 20. 링컨셔주 (Lincolnshire) 21. 노팅엄셔주 (Nottinghamshire) 22. 노팅엄 (Nottingham)* 23. 사우스요크셔주 (South Yorkshire)† 24. 더비셔주 (Derbyshire) 25. 더비 (Derby)* 26. 그레이터맨체스터주 (Greater Manchester)† 27. 머지사이드주 (Merseyside)† 28. 홀턴 구 (Halton)* | 1. 워링턴 (Warrington)* 2. 체셔주 (Cheshire) 3. 슈롭셔주 (Shropshire) 4. 텔퍼드 레킨 (Telford and Wrekin)* 5. 스태퍼드셔주 (Staffordshire) 6. 스토크온트렌트 (Stoke-on-Trent)* 7. 웨스트미들랜즈주 (West Midlands)† 8. 워릭셔주 (Warwickshire) 9. 레스터셔주 (Leicestershire) 10. 레스터 (Leicester)* 11. 러틀랜드주 (Rutland)* 12. 노샘프턴셔주 (Northamptonshire) 13. 피터버러 (Peterborough)* 14. 케임브리지셔주 (Cambridgeshire) 15. 노퍽주 (Norfolk) 16. 서퍽주 (Suffolk) 17. 에식스주 (Essex) 18. 사우스엔드온시 (Southend-on-Sea)* 19. 서럭 (Thurrock)* 20. 하트퍼드셔주 (Hertfordshire) 21. 베드퍼드셔주 (Bedfordshire) 22. 루턴 (Luton)* 23. 밀턴킨즈 구 (Milton Keynes)* 24. 버킹엄셔주 (Buckinghamshire) 25. 옥스퍼드셔주 (Oxfordshire) 26. 글로스터셔주 (Gloucestershire) 27. 우스터셔주 (Worcestershire) | 1. 헤리퍼드셔주 (Herefordshire)* 2. 사우스글로스터셔 (South Gloucestershire)* 3. 브리스틀 (Bristol)* 4. 노스서머싯 (North Somerset)* 5. 바스 노스이스트서머싯 (Bath and North East Somerset)* 6. 윌트셔주 (Wiltshire) 7. 스윈던 (Swindon)* 8. 버크셔주 (Berkshire)‡ 9. 그레이터런던 (Greater London)¹ 10. 메드웨이 (Medway)* 11. 켄트주 (Kent) 12. 이스트서식스주 (East Sussex) 13. 브라이턴앤드호브 (Brighton and Hove)* 14. 웨스트서식스주 (West Sussex) 15. 서리주 (Surrey) 16. 햄프셔주 (Hampshire) 17. 사우샘프턴 (Southampton)* 18. 포츠머스 (Portsmouth)* 19. 아일오브와이트주 (Isle of Wight)* 20. 도싯주 (Dorset) 21. 풀 (Poole)* 22. 본머스 (Bournemouth)* 23. 서머싯주 (Somerset) 24. 데번주 (Devon) 25. 토베이 (Torbay)* 26. 플리머스 (Plymouth)* 27. 콘월주 (Cornwall) |

* 단일 자치구
† 시 의회가 없는 도시주
‡ 시 의회가 없는 비도시주
¹ '행정구'와 지역 (주가 아님)